# 岡沢町
岡沢町（おかざわちょう）は、神奈川県横浜市保土ケ谷区の地名。「丁目」の設定のない単独町名である。住居表示未実施区域。

## 地理
町内を第三京浜道路、首都高速神奈川2号三ツ沢線、横浜新道が通過し保土ヶ谷インターチェンジがある。

### 地価
住宅地の地価は、2025年（令和7年）1月1日の公示地価によれば、岡沢町22番76の地点で19万1000円/m²となっている。

## 歴史

### 沿革
- 古くは久良岐郡程ヶ谷宿内、帷子上町、帷子田町、帷子町[6]。
- 1927年（昭和2年）10月1日 - 町界町名地番整理事業の施行により帷子町字栗林、峯ノ下、横打、峯坂、向臺、常盤、中原、三ッ沢、三本松、和田ノ上、中通、西田、川邊から峰岡町を新設する[6]。
- 1940年（昭和15年）11月1日 - 峰岡町の一部から新設される[6]。
- 1969年（昭和44年）10月1日 - 行政区再編成に伴い旧保土ケ谷区を廃止し、新たに保土ケ谷区へ編入する[8]。
- 1970年（昭和45年）6月1日 - 神奈川区三ツ沢西町の一部と境界を変更する[8]。
- 1996年（平成8年）10月21日 - 常盤台の一部と境界を変更する[9]。

## 世帯数と人口
2025年（令和7年）6月30日現在（横浜市発表）の世帯数と人口は以下の通りである。
| 町丁   | 世帯数    | 人口    |
| ------ | --------- | ------- |
| 岡沢町 | 2,080世帯 | 3,675人 |

### 人口の変遷
国勢調査による人口の推移。
| 年                 | 人口  |
| ------------------ | ----- |
| 1995年（平成7年）  | 2,986 |
| 2000年（平成12年） | 3,135 |
| 2005年（平成17年） | 3,320 |
| 2010年（平成22年） | 3,683 |
| 2015年（平成27年） | 3,742 |
| 2020年（令和2年）  | 3,891 |

### 世帯数の変遷
国勢調査による世帯数の推移。
| 年                 | 世帯数 |
| ------------------ | ------ |
| 1995年（平成7年）  | 1,318  |
| 2000年（平成12年） | 1,513  |
| 2005年（平成17年） | 1,704  |
| 2010年（平成22年） | 1,945  |
| 2015年（平成27年） | 2,053  |
| 2020年（令和2年）  | 2,163  |

## 学区
市立小・中学校に通う場合、学区は以下の通りとなる（2024年11月時点）。
| 番・番地等                            | 小学校               | 中学校             |
| ------------------------------------- | -------------------- | ------------------ |
| 1〜15番地 216〜256番地 272〜285番地   | 横浜市立峯小学校     | 横浜市立宮田中学校 |
| 16〜215番地 257〜271番地 286〜367番地 | 横浜市立三ツ沢小学校 | 横浜市立松本中学校 |

## 事業所
2021年（令和3年）現在の経済センサス調査による事業所数と従業員数は以下の通りである。
| 町丁   | 事業所数 | 従業員数 |
| ------ | -------- | -------- |
| 岡沢町 | 70事業所 | 749人    |

### 事業者数の変遷
経済センサスによる事業所数の推移。
| 年                 | 事業者数 |
| ------------------ | -------- |
| 2016年（平成28年） | 77       |
| 2021年（令和3年）  | 70       |

### 従業員数の変遷
経済センサスによる従業員数の推移。
| 年                 | 従業員数 |
| ------------------ | -------- |
| 2016年（平成28年） | 738      |
| 2021年（令和3年）  | 749      |

## 施設
- 陸上自衛隊横浜駐屯地
- 保土ヶ谷簡易裁判所
- 旧・横浜市民病院（神奈川区三ツ沢西町に移転した。跡地は三ツ沢公園軟式野球場となる予定）

## その他

### 日本郵便
- 郵便番号 : 240-0062[3]（集配局：保土ヶ谷郵便局[19]）

### 警察
町内の警察の管轄区域は以下の通りである。
| 番・番地等 | 警察署         | 交番・駐在所 |
| ---------- | -------------- | ------------ |
| 全域       | 保土ケ谷警察署 | 岡沢町交番   |